# Отдел технического контроля
Отде́л техни́ческого контро́ля (ОТК) — самостоятельное подразделение производственной организации (предприятия), которое осуществляет независимый контроль соответствия продукции установленным требованиям и гарантирует это соответствие потребителю. Отдел технического контроля подчиняется высшему руководству организации (предприятия), что обеспечивает независимость контроля.
Требования к продукции устанавливают в контрактах (договорах), в нормативной (стандарты) и технической (конструкторской и технологической) документации.
Факт приёмки продукции ОТК и гарантийные обязательства организации отражают в паспорте продукции (или в другом заменяющем его документе: сертификате, ярлыке, этикетке, свидетельстве о приёмке, руководстве по применению).
Продукция, имеющая приёмку ОТК, именуется продукцией с приёмкой «1».	
Документ о забракованной продукции (акт, протокол, решение и пр.), подписанный вышестоящим руководством, не должен оспариваться ни одним отделом данного предприятия, за исключением генерального директора производства (завода, предприятия  и пр.). Продукция, не прошедшая входной контроль качества, не может быть отгружена, и обязана быть помещена в склад (сектор "брак"). Действие должно быть зафиксировано работником склада и контролером ОТК в бумажном или электронном формате. Вышестоящее руководство так же должно быть уведомлено.
В 1986 году в СССР вводилась также «госприёмка» — независимая от администрации предприятия система контроля качества продукции.